# أندرياس غيرغلي
أندرياس غيرغلي (بالمجرية: Gergely András)‏ هو لاعب هوكي جليد مجري، (ولد في بودابست في المجر 1916 – 2008 م).

## وصلات خارجية
- أندرياس غيرغلي على موقع EliteProspects.com (الإنجليزية)
- أندرياس غيرغلي على موقع اللجنة الأولمبية الدولية (الإنجليزية)
- أندرياس غيرغلي على موقع أوليمبيديا (الإنجليزية)
- أندرياس غيرغلي على موقع اللجنة الأولمبية المجرية (الهنغارية)